# 大道芸

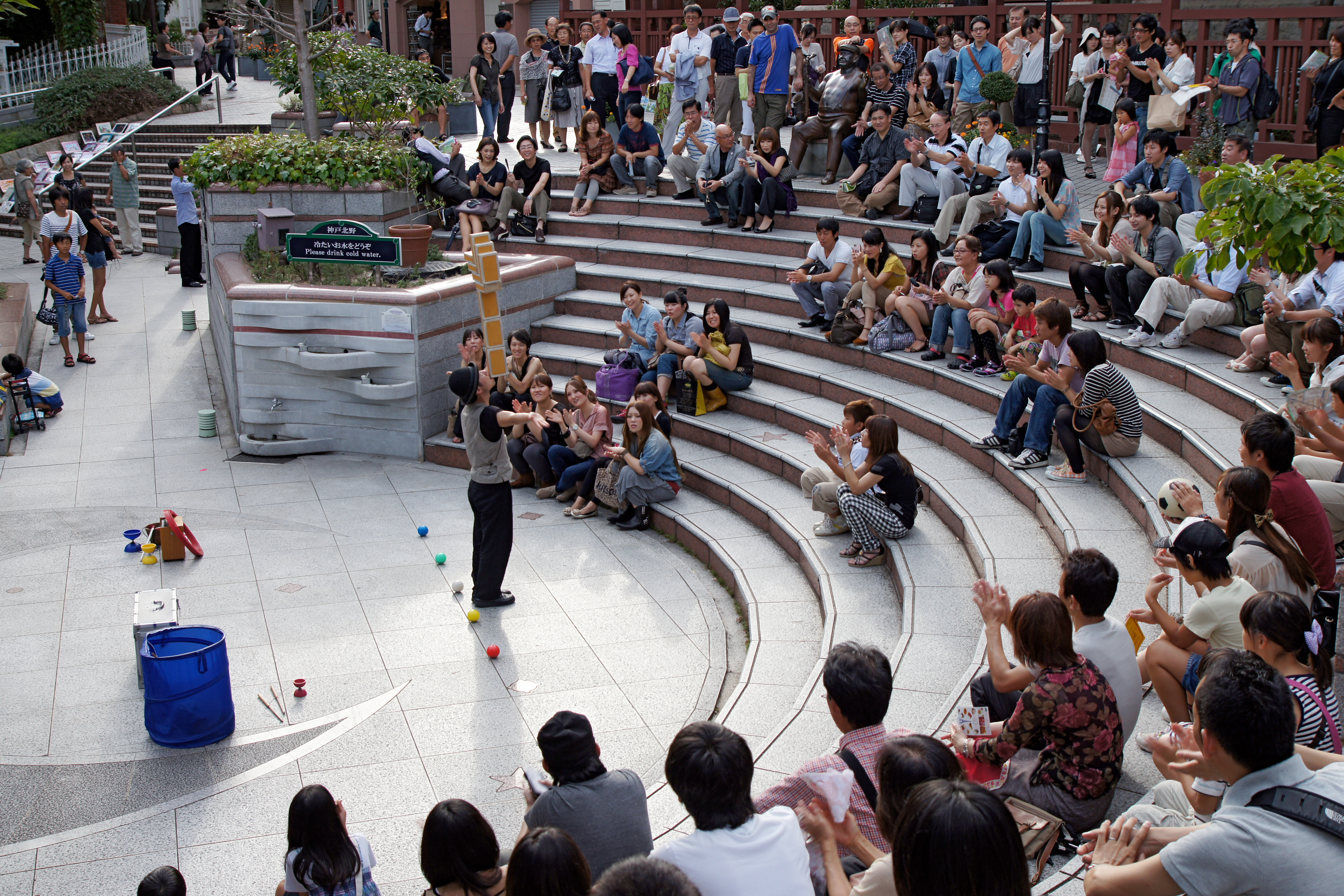
大道芸の様子（ジャグリング）

大道芸（だいどうげい）は、路上や街頭、または仮設の掛け小屋（ヒラキ (芸能)も参照のこと）などで行われるさまざまな芸能の総称。路上パフォーマンス、またはストリートパフォーマンスとも呼ばれる。路上での演奏ライブ、ストリートライブとは異なるが、一般的な総称としてストリートパフォーマンスと呼ばれることもある。
大道芸人は、路上で歌、口上、踊り、軽業、楽器の演奏などを披露し生計を立てている。歴史的には投げ銭を取ることで生計を立てたが、現代の日本のように主催者などから出演料をもらいイベント等で芸を披露する場合もある。
客を引く大道芸を愛敬芸術と呼ぶ。

## 西洋における大道芸
西洋の都市では路上で物品を販売する商人たちが街に来た合図として独特の口上を披露すること（ストリート・クライ）が行われていた。
1481年のウィリアム・キャクストン（William Caxton）の『世界の鏡』の中にある木版の挿絵にはバラッド・シンガーの姿が描かれている。また、ウィリアム・シェイクスピア（William Shakespeare）の『冬物語』に登場するオートリカスも行商人であるが人びとの関心をひきつけるため芸能を供している。
アメリカではストリートダンスやバスケなどを路上で行うのが日常的であったのでそこからブレイクダンスやミニバスケなども発祥した。
イギリスでは路上、公園など公共の場で、芸をする人をバスカーと呼び、特にロンドン地下鉄駅構内で演奏する人々が有名（大道芸をバスク、芸を行なうこと自体をバスキングと言う）。基本的にバスクは禁止なのであるが、長年の慣習などで、駅員や警察官は見てみぬふりをしていた。しかし演奏場所の取り合いなど細かいトラブルが頻発し、2003年よりバスカーへのライセンス交付を決定。ライセンス未保持者は演奏できなくなり、演奏場所も予約制となった。

## 日本における大道芸

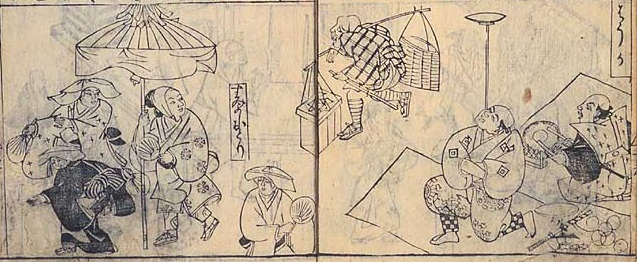
『人倫訓蒙図彙』（元禄3年（1690年）頃刊行）の挿図より「放下」（右）と「住吉踊り」（左）
----
放下師は路上で皿回しをしている。

### 歴史
大道芸そのものは日本でも古くからあり、室町時代の絵巻にも大道芸人が描かれている。その形態は、古代の宗教表現に、中世の唱門師の芸や、中国由来の散楽、仏教などが混じり合ったものであった。

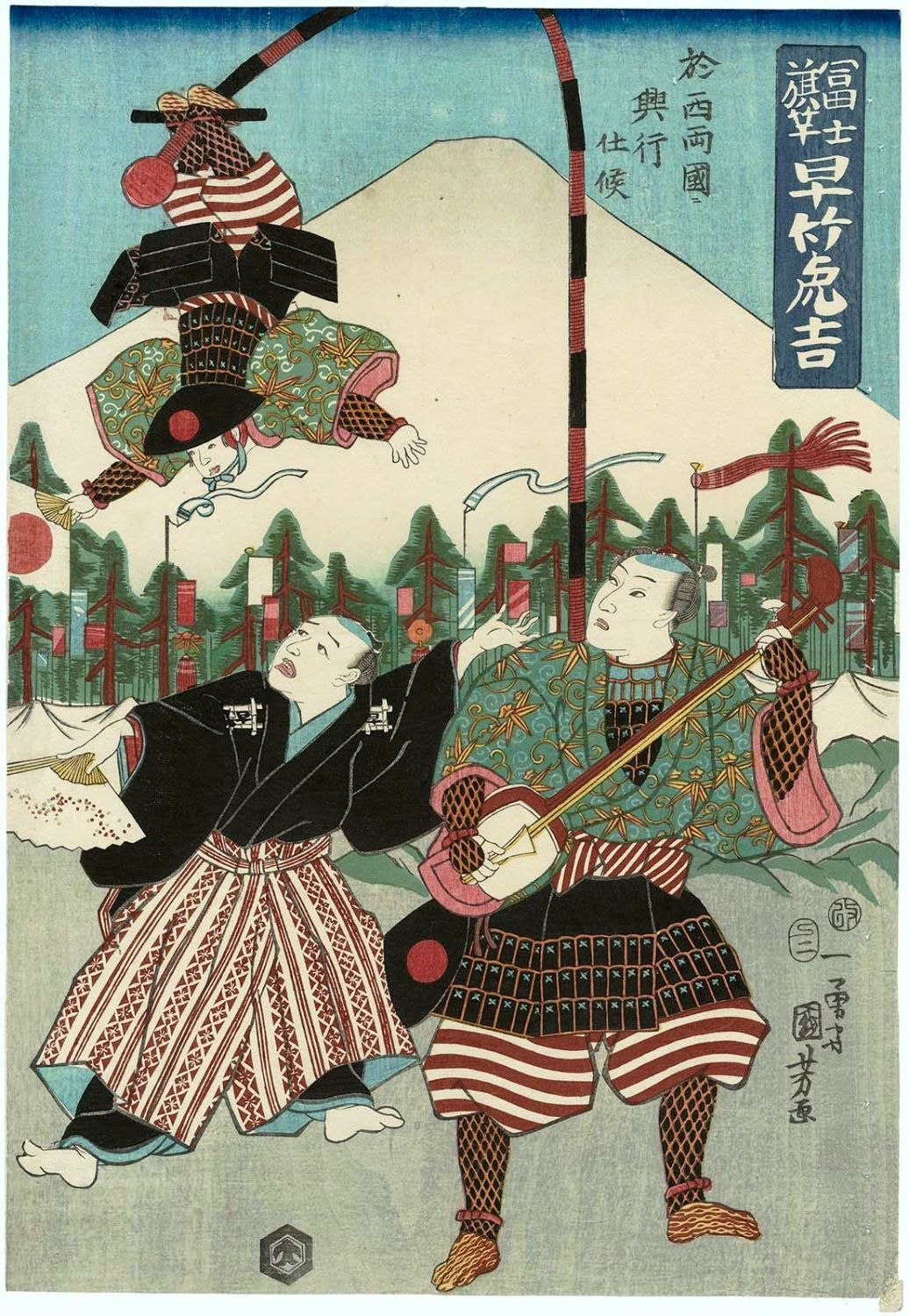
江戸時代の大道芸のスター、早竹虎吉の得意技のひとつ。早竹の一座は欧米でも公演した。

江戸時代には、浅草の見世物や手品（てづま）、新潟地方の瞽女（ごぜ）、津軽地方のボサマ、その他放浪芸など、日本でも盛んに演じられていた。しかし、多くの場合宗教的なものに結びつけられるか、あるいは乞食芸として蔑まれる傾向にあった。身分としては最下層ではあったが、大道芸そのものは人気のある演芸であった。江戸では、乞胸と呼ばれる大道芸を専門に行なう組織もあり、現代のジャグリングと同様の曲芸や奇術などが独自の発達を見せた。江戸幕府は身分の秩序にはうるさかったが、芸の内容には口出ししなかったため、大道芸は豊かに発展した。
開国とともに日本の大道芸は海外でも知られる存在となり、一般人の海外渡航が許されると、早竹虎吉をはじめ、多くの大道芸人が海を渡った。独特な芸風は大いに受け、日本の芸が海外のジャグリングやマジック、アクロバットなどに影響を与えることもあれば、海外の芸が日本に紹介されることも増えていった。江戸幕府と対照的に、明治政府は身分制度を解体した代わりに、芸の内容にまで踏み込む統制・管理を行ない、悪風俗として多数の大道芸を禁止した。職を失った大道芸人は生活に困窮するようになり、これによって日本の大道芸は一気に衰退していった。
また、1933年（昭和8年）には児童虐待防止法が成立。内務省令により児童虐待の例示の一つとして「歌舞、遊芸その他の諸芸を演じる業務」が明記され、児童が行う大道芸などが禁じられた。

### 再評価
戦後、欧米の大道芸が入ってくるに従いショーの内容も派手に華やかになり、アートとしての側面やエンターテインメント性の高さが再認識されてきた。
1970年代に小沢昭一やアングラ演劇の関係者らによって、途絶えてしまった日本の放浪芸の再評価が始まり、路上のパフォーマンスや演劇の一要素として再び盛んになっていった。

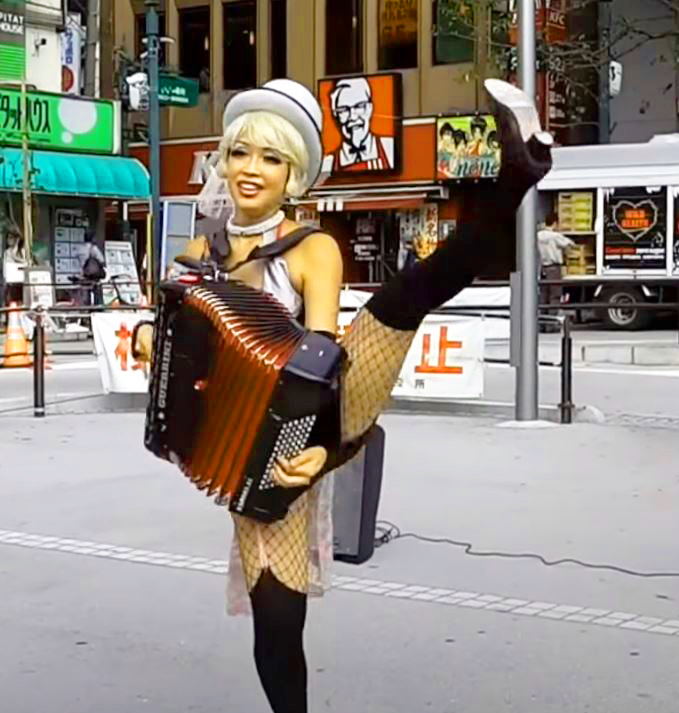
ヘブンアーティスト「パフォーマンス部門」登録者、あんざいのりえ氏(＝アコるデノンノン)によるアコーディオン演奏と、ローラーバランス芸。JR中野駅北口にて撮影。

昭和50年代より、愛知県名古屋市の大須大道町人祭、神奈川県横浜市における「野毛大道芸」など、各地でイベントとしての定着が始まった。当初は、暗黒舞踏を基調とした舞踏や、一見して素人には理解が難しい、いわゆる「アングラ」な傾向が強かった。大須では、これらアングラな系譜を長く守り続けている。
1992年、静岡県静岡市で大道芸ワールドカップが開催され、サーカス芸を大々的に日本に紹介した。
広辞苑第五版（1998年）には、大道芸 「大道で演ずる卑俗な芸」 と書いてあるように、最近までは大道芸は芸の中でも、蔑まれていた存在であったが、前述の大道芸大会等による大道芸人の地位向上等により、逆にストリートミュージシャンを「練習している」と批判するという逆転現象も起きている。
他、東京都がヘブンアーティストとして公認制度を始めたり、日本テレビが「日テレアート大道芸」としてライセンスを発行するなど、街の活性化やイベントなど各地で脚光を浴びつつある。若年層に根強いファンも数多く、大須大道町人祭や大道芸ワールドカップでの動員客数は数十万人を数える。現在、日本で行われる大型大道芸イベントとしては、大道芸ワールドカップ（静岡市）、大須大道町人祭（名古屋市）、ヨコハマ大道芸・野毛大道芸（横浜市）などがある。
ただ、「ヘブンアーティスト」等の公認制度や、各ライセンスは合格基準をオープンにしない場合が多く、芸人の実力、種類は、かなり幅がある。

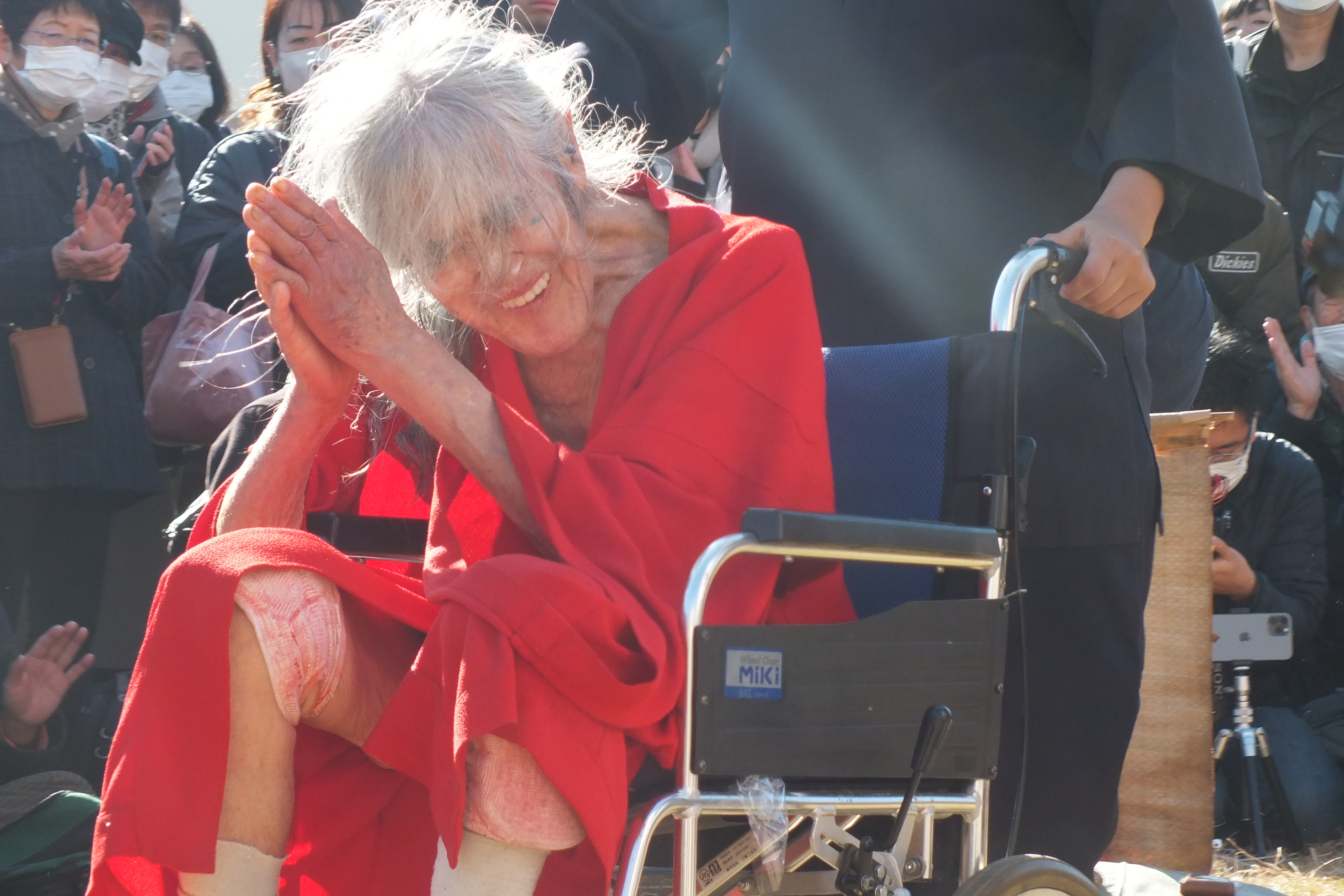
阪神・淡路大震災の被災地「菅原市場」跡に近い公園で10年ぶりに踊るギリヤーク尼ケ崎（2025年1月18日）

ただし、現代の大道芸は大半が欧米からの輸入であり、ジャグリングやアクロバット、あるいはパントマイム等のサーカス芸一辺倒で、観客側も大道芸=欧米の文化として捉えている傾向が強く、日本伝統の放浪芸が廃れゆくことに対する危惧も少なくない。
1990年代には、ギリヤーク尼ケ崎の個性的で大胆なパフォーマンスが注目され、「最後の大道芸人」「伝説の大道芸人」などと称されながら、パーキンソン病と歩行障害をきたす脊柱管狭窄症に置かされながらも90才を過ぎても車椅子に乗って、被災地などを中心に「祈り」の舞を踊り続ける姿が各地で賞賛された。

## 主要な大道芸
これらのパフォーマンスは、大道芸を構成する演目である。大道芸として演じられることが多いということであって、大道芸そのものという訳ではない。ジャグリングなどは、人に見せない趣味としても成立する。これらの芸がサーカスなど別の場で演じられることもある。
- ジャグリング：2つ以上のボール、クラブ、ファイヤートーチなどをアクロバティックにあやつる芸。一輪車やラダー、ローラボーラに乗って行われたり、複数人でパスし合ったりするパフォーマンスもある。非常に愛好者が多い。またそのような大道芸人も数多い（2025年現在）。日本国内では、Mr.アパッチがブームに火をつけたと言われている。広義では、ディアボロやシガーボックスなど他の道具もジャグリングに含む。
- クラウン：一般的にはピエロとも呼ばれる。道化に扮し、コミカルなメイクと演技で笑いを取る芸。パントマイムやバルーンアートもこなす芸人が多い。
- パントマイム：体ひとつで、現実には存在しない器物をその場にあるかのように演技する芸。通常声を出さずに演技する。また、他の動物やロボット・糸操り人形（マリオネット）等になりきる事もある。
- アクロバット：高度な体の動きを駆使して複雑なポーズや運動を見せる芸。
- バルーンアート：細長いチューブ型の風船を使用し、様々なものを作る芸。
- 舞踏：舞踏家、または舞踏家の集団が独特の舞を舞う。金粉ショウ等で一部大道芸フェスティバルに定着。
- ウォーキングアクト：特殊な服装や化粧をして無言で歩き回ったり、まったく動かず彫像のように振る舞う。托鉢僧や着ぐるみに似ているが大道芸として行われる場合はかなり奇抜な格好が多い。stilt（西洋竹馬）に乗って行われる芸も、ここに含まれる。
- スタチュー：メイクや仮装をして、スタチュー（彫像）になりきる大道芸。人のリアクションに合わせて動くことも有る。
- 香具師芸：芸は人集めの手段。啖呵口上が中心であり、目的は芸を見た（聴いた）人へ何らかの商品を売ることが目的。啖呵売。
- コントーション：演者が自分の体を極度に曲げたり捻じったりする芸[11]。

その他、音楽芸、ペン回し、ワンマンバンド、マジック（奇術）、猿まわし、南京玉すだれ、蝦蟇（ガマ）の油売り、チンドン屋、人間ポンプ、手話など、種類は非常に多い。
- のぞきからくり - 17世紀末期のヨーロッパで生まれたもので、江戸時代に渡来して客に箱の中をレンズ越しに見せる映画の前身というべき娯楽[12]。

## ギャラリー

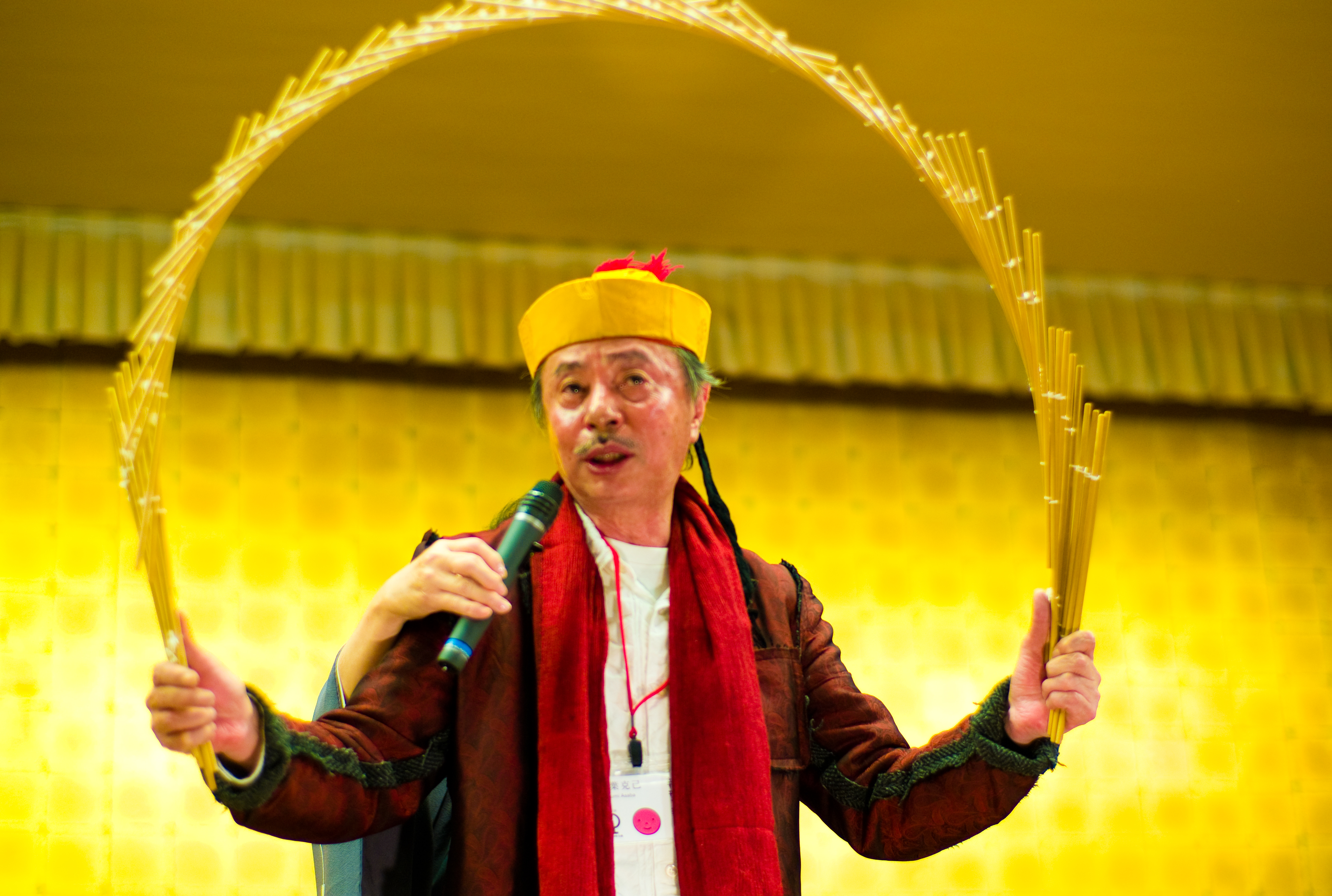
南京玉すだれ
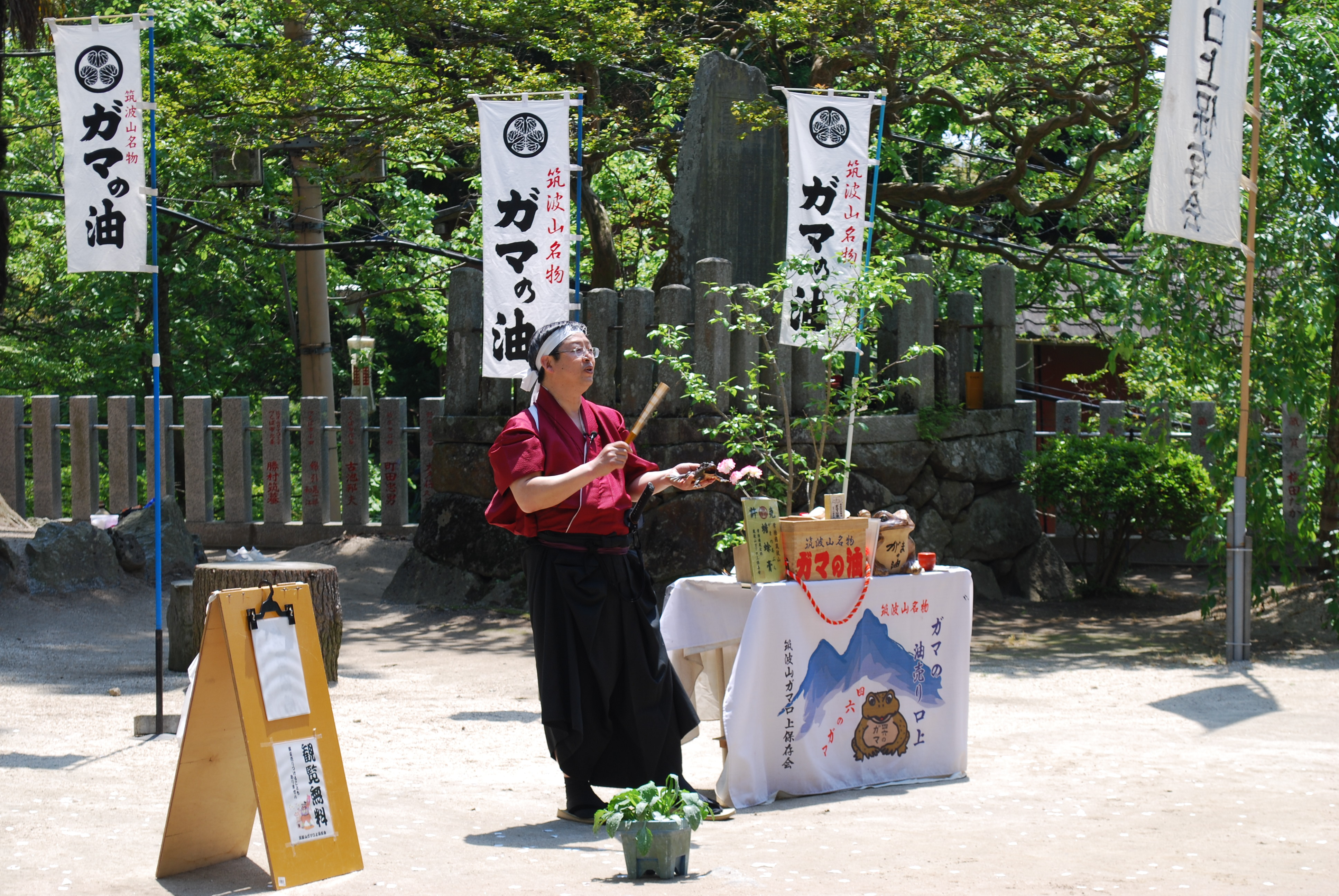
蝦蟇の油売り
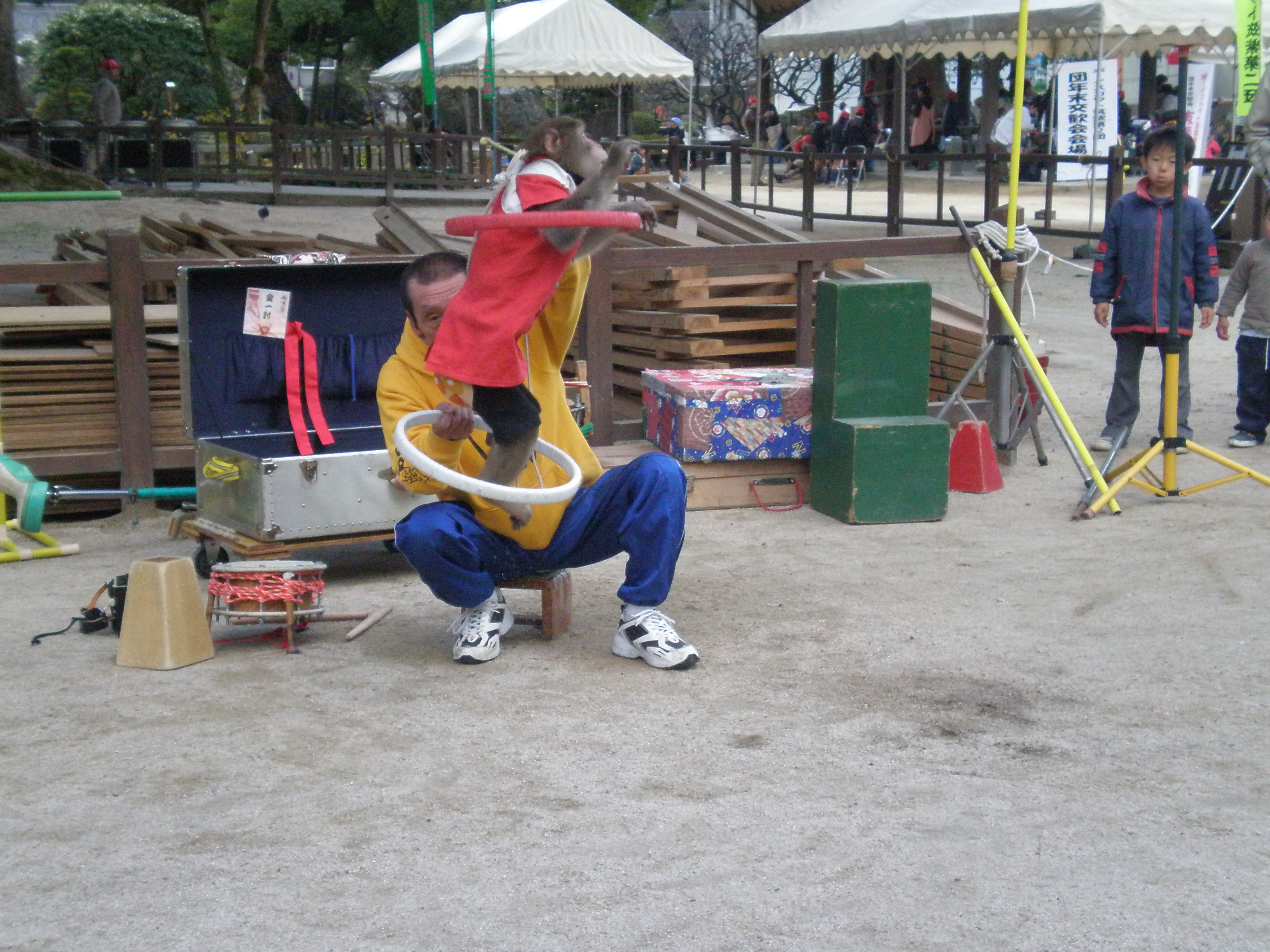
猿回し
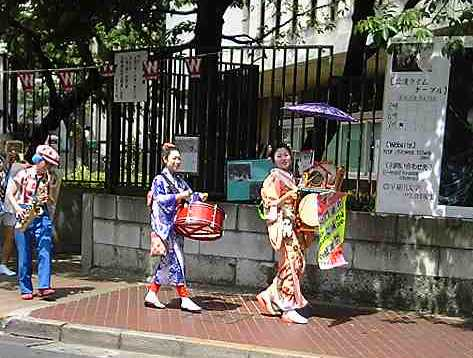
チンドン屋
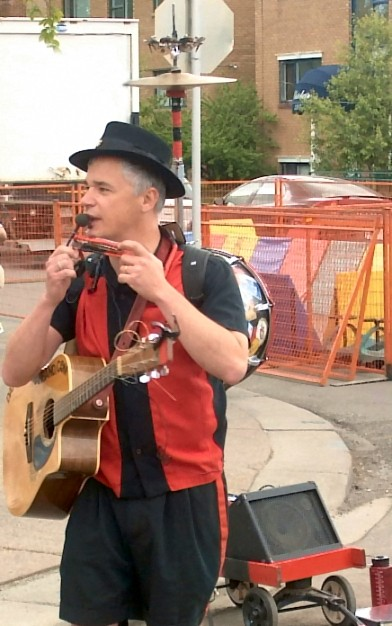
ワンマンバンド
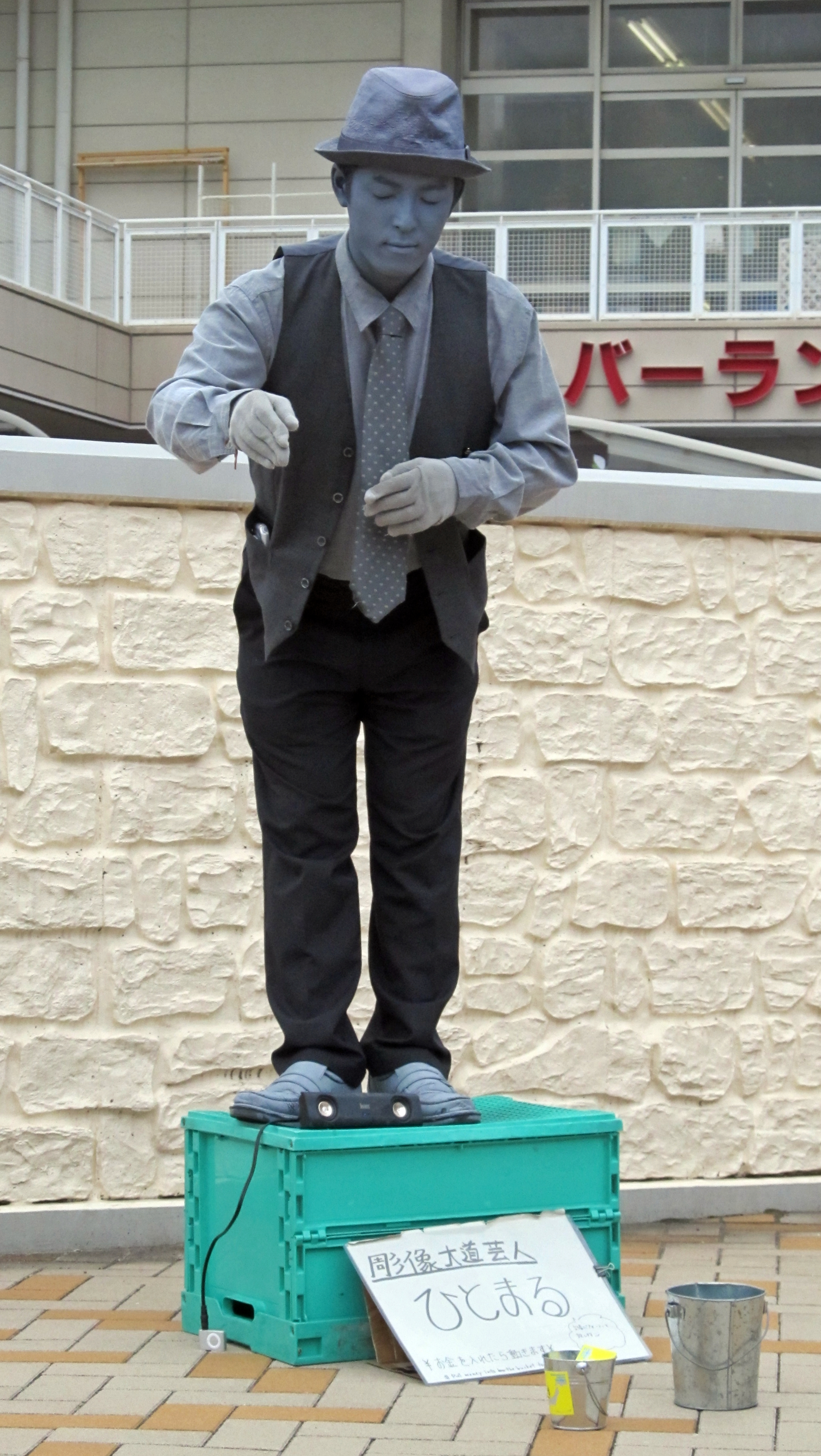
スタチュー
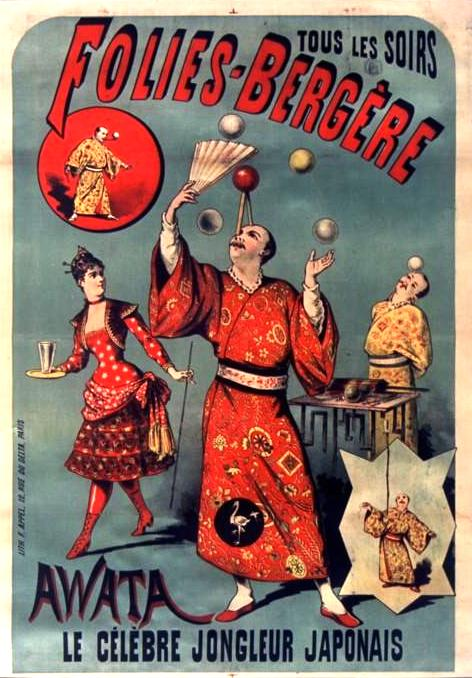
日本の大道芸一座の公演を伝えるフォリー・ベルジェールのポスター。1895年
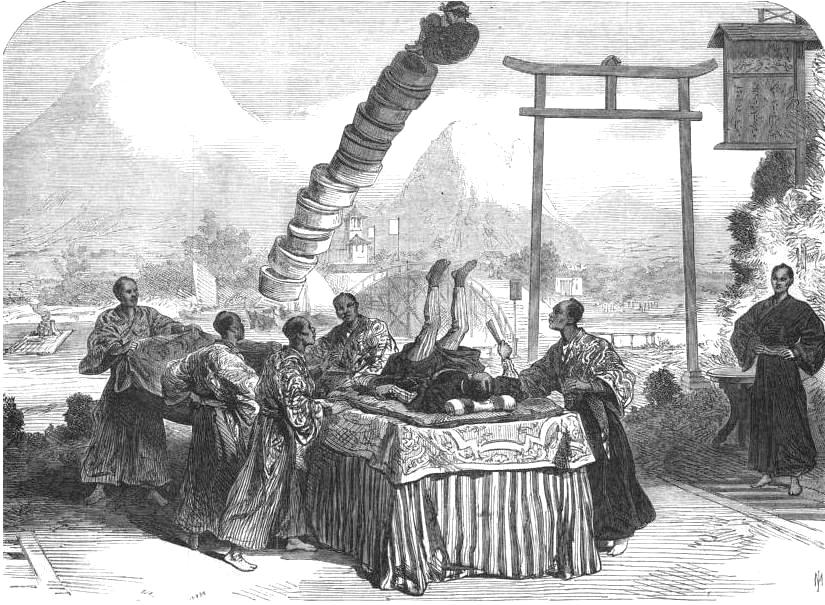
幕末の日本の大道芸
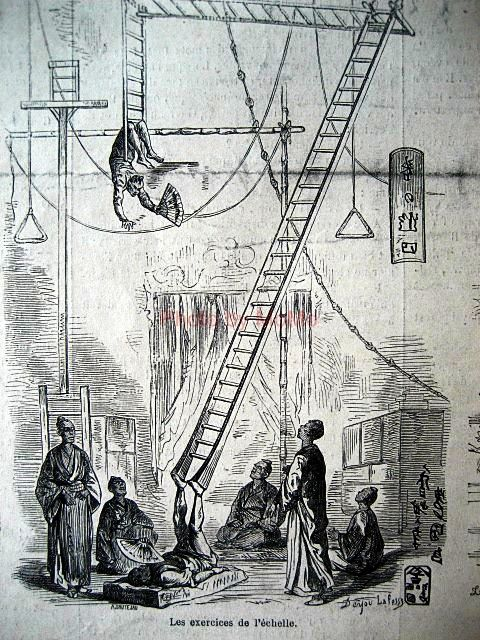
パリ万国博覧会 (1867年)に参加した日本の大道芸一座
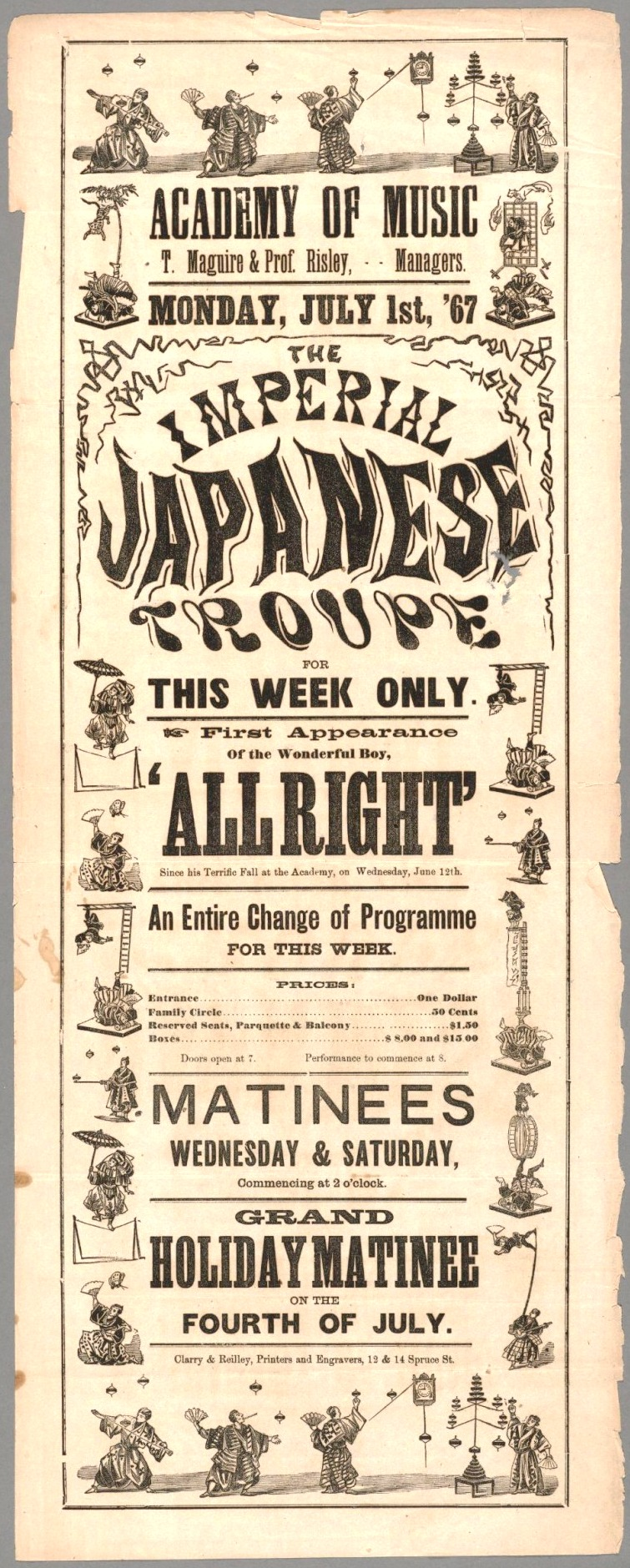
アメリカ公演ポスター。1867年
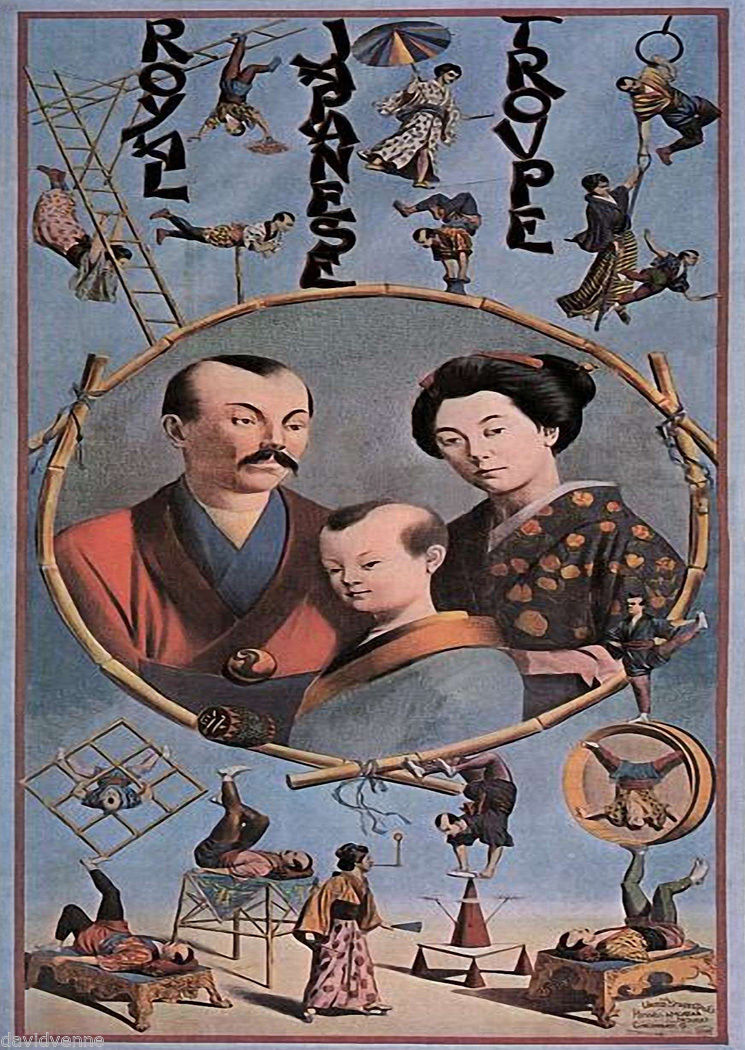
日本の大道芸一座の海外公演ポスター。19世紀末
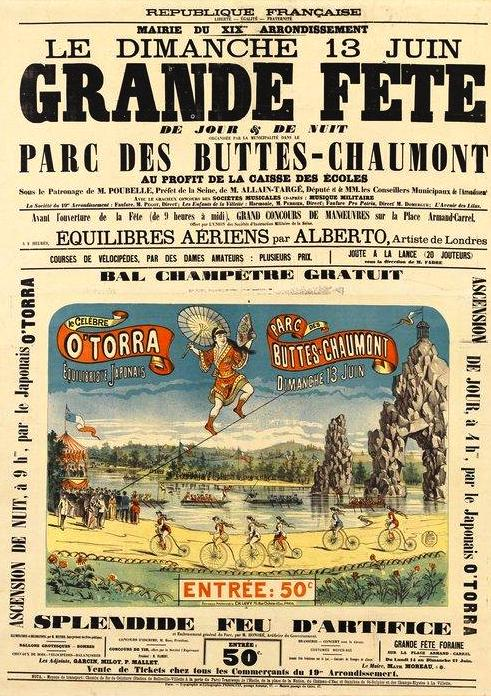
綱渡り師・お寅の公演を伝えるフランスのポスター。
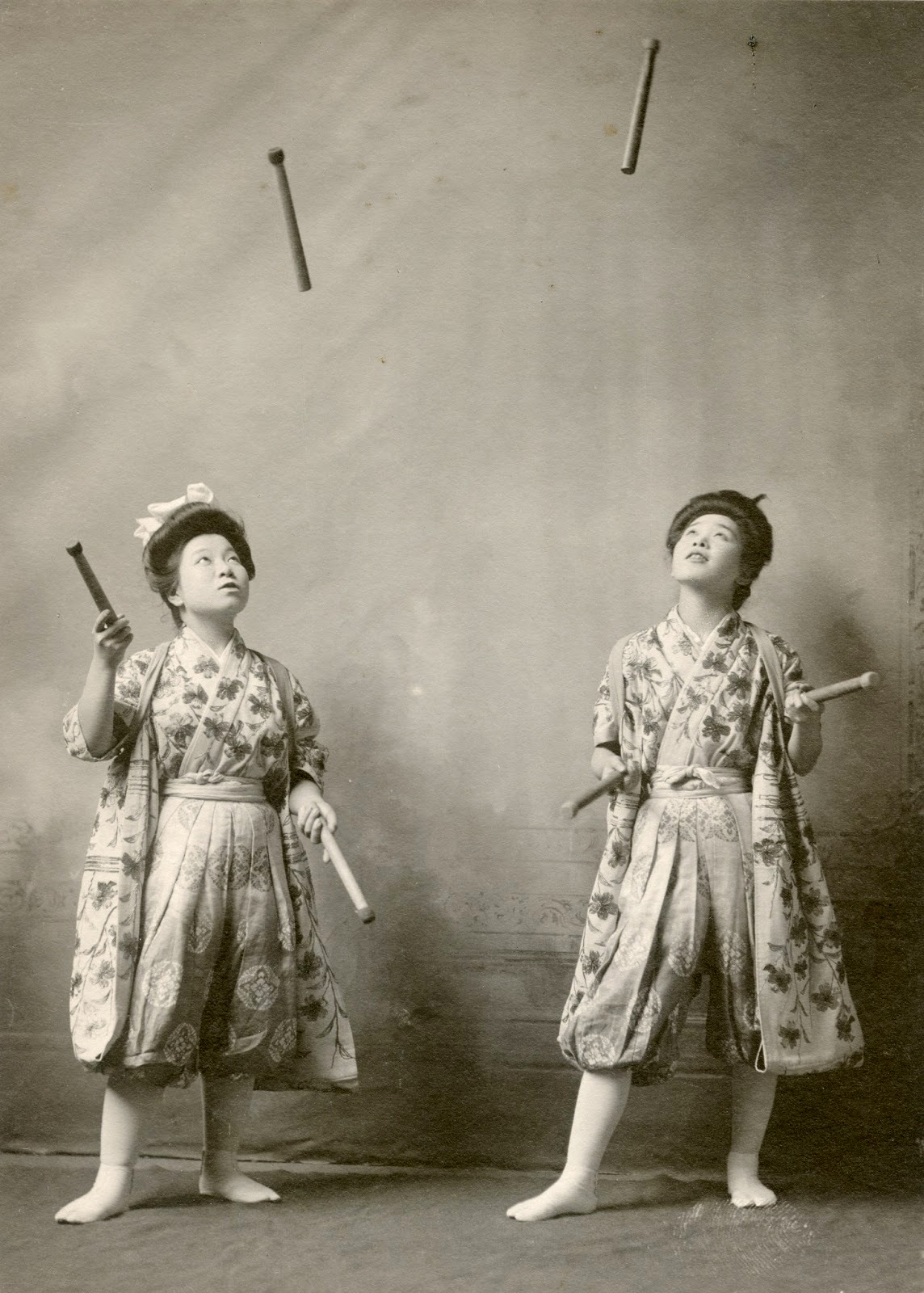
アメリカ巡業中の日本人ジャグラー。1908年
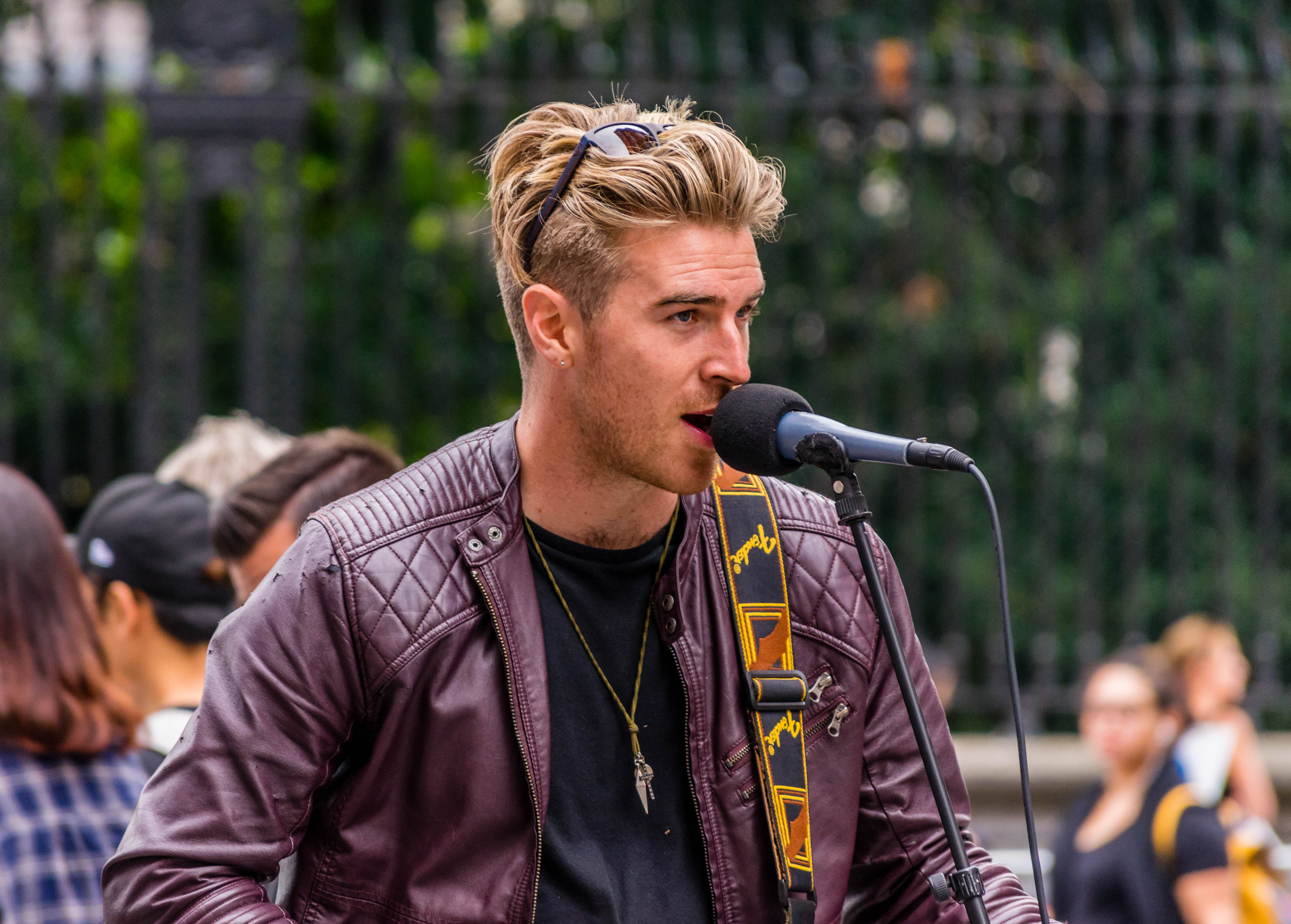
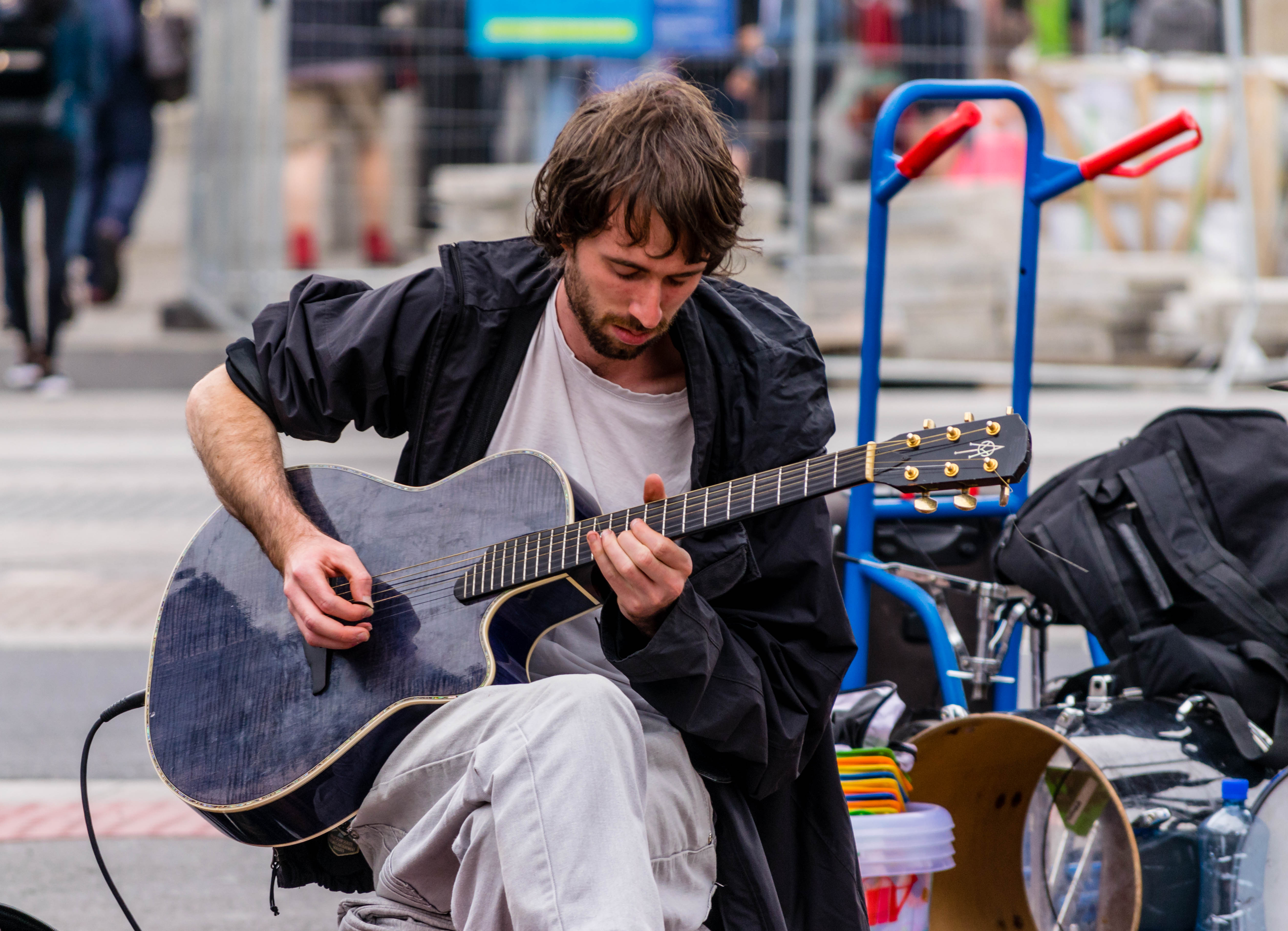
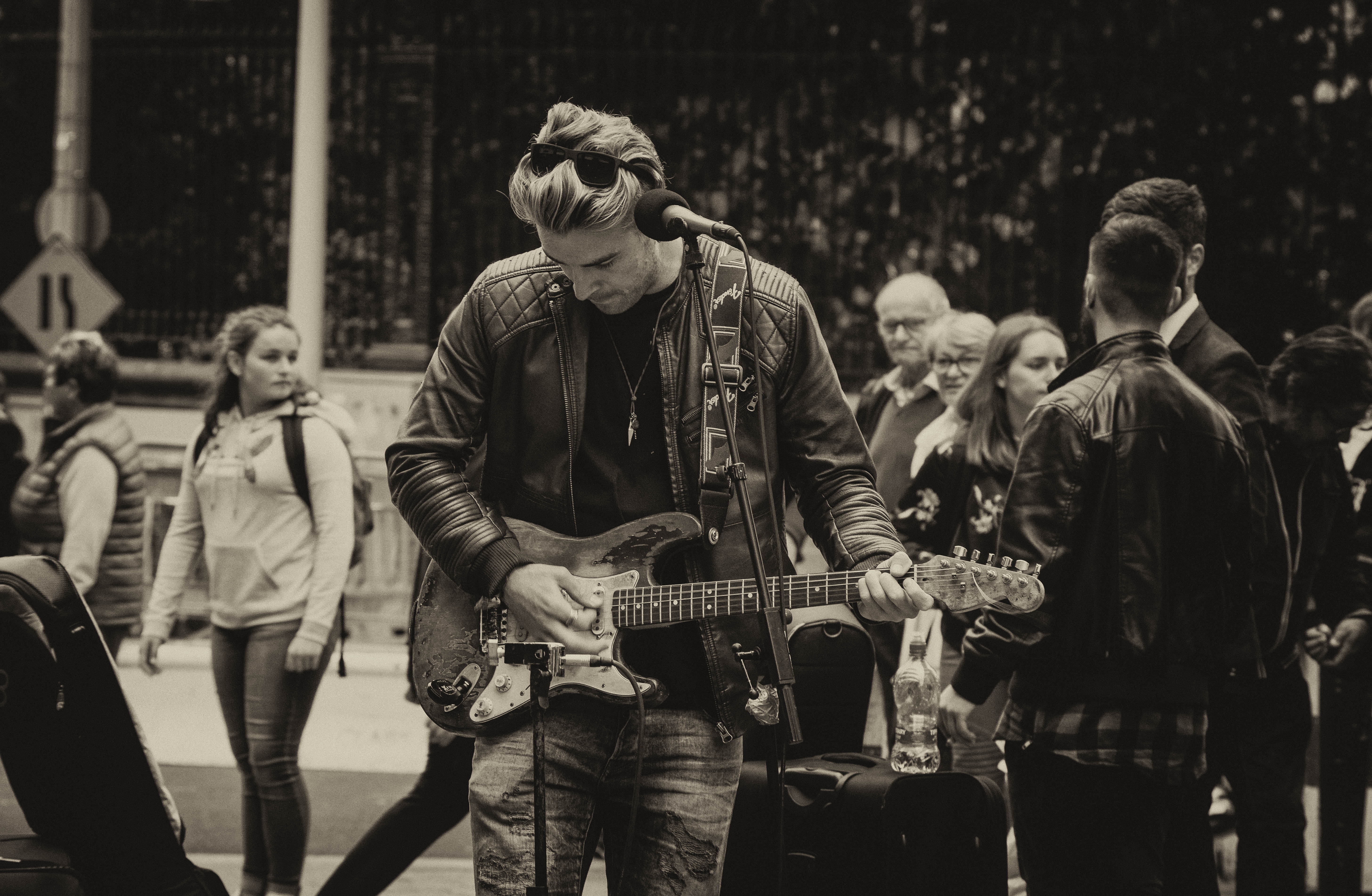
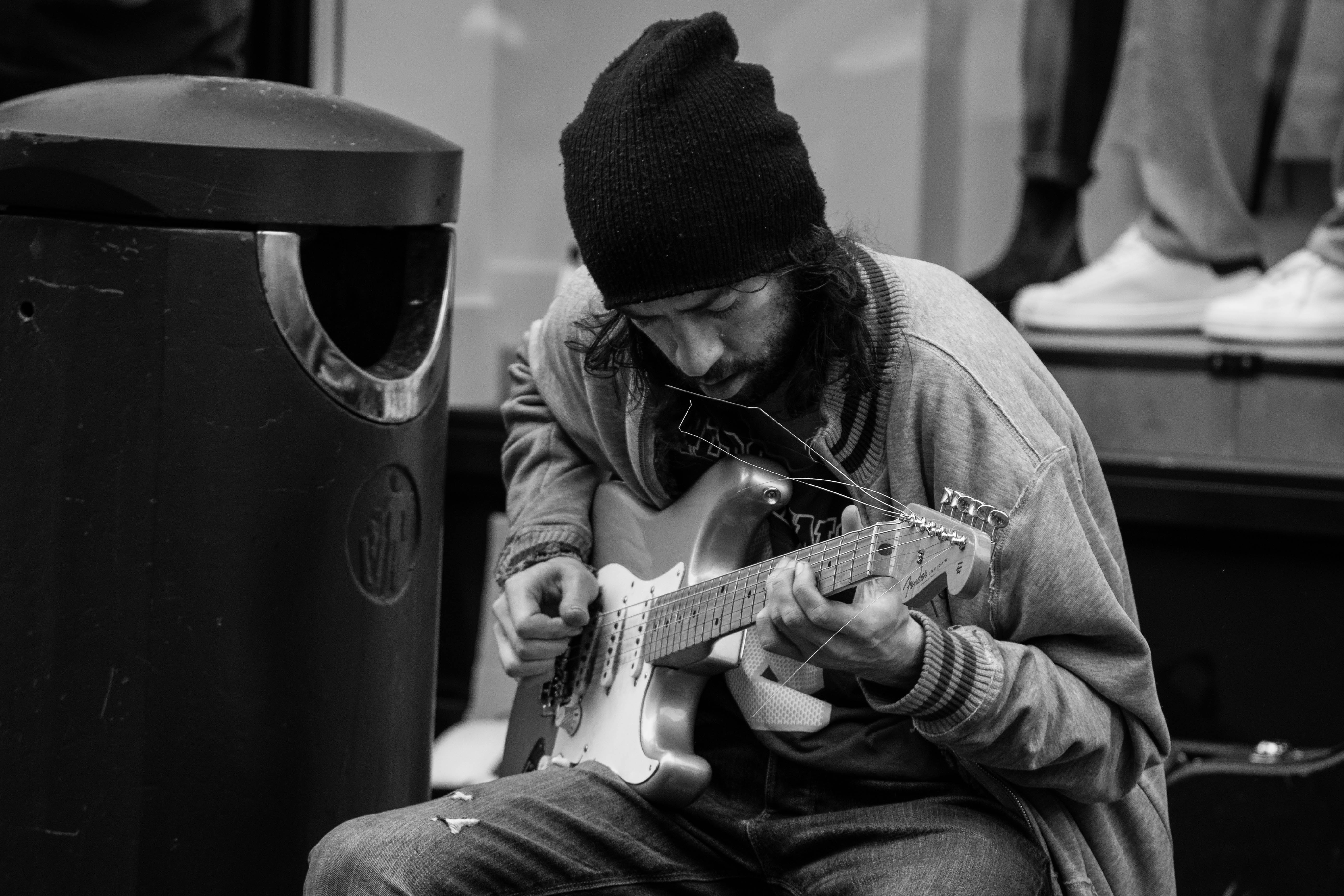
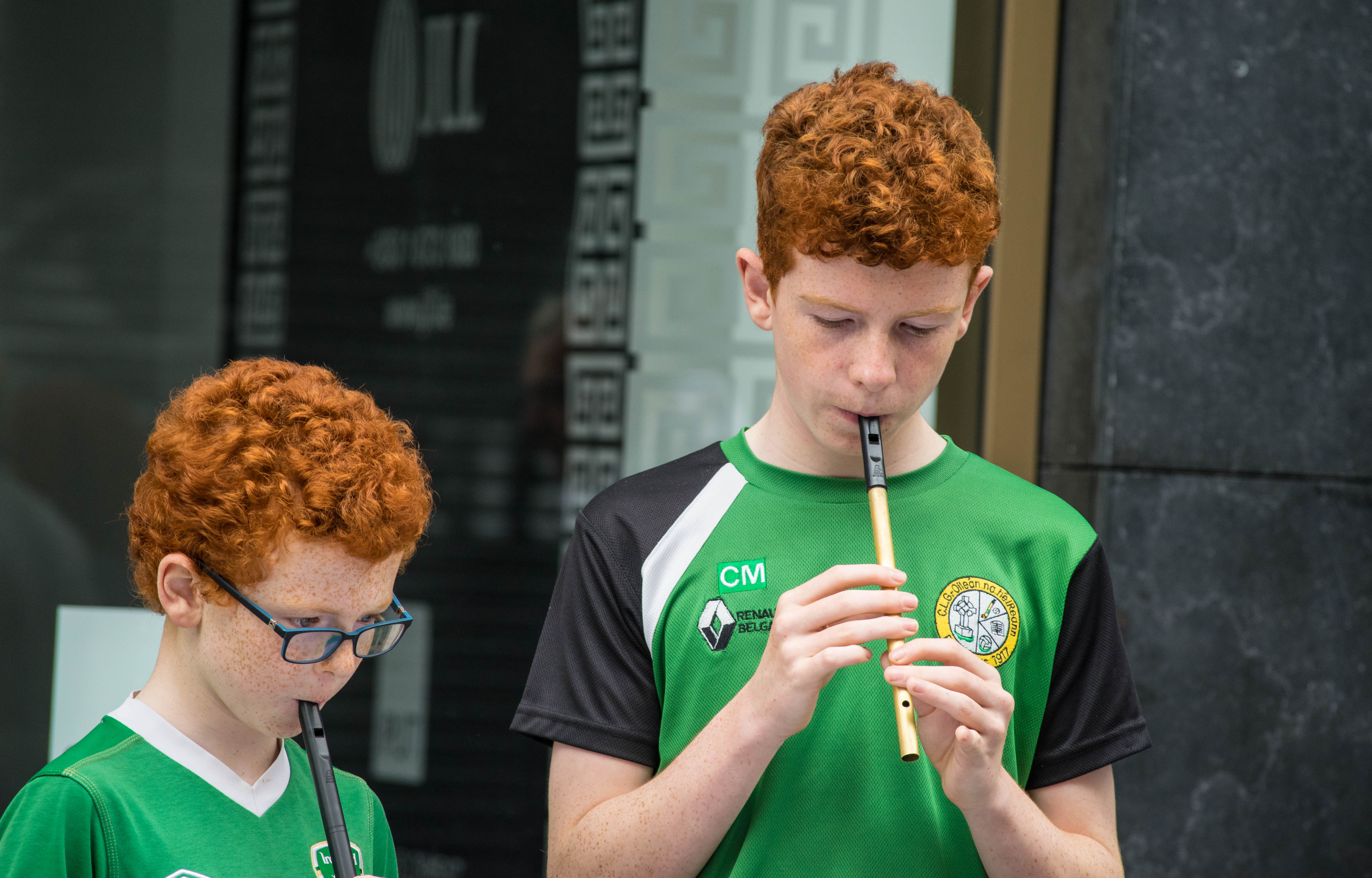